# Casa de Nicolás Flamel
La casa de Nicolás Flamel, también conocida como le grand pignon, es una casa situada en el número 51 de la rue de Montmorency, ubicada en el barrio parisino de Marais, en su III Distrito.

## Historia
Se trata de una casa que Nicolás Flamel (ca. 1330-1418), un rico burgués parisino, conocido escribano público, copista y librero juramentado, pero más destacado por las leyendas sobre su persona y su fama como alquimista elaborando la llamada piedra filosofal, que construyó en torno al año 1397, tras el fallecimiento de su esposa Pernelle, para albergar un negocio en la planta baja y un alojamiento para los más necesitados. Terminada en 1407, como lo demuestra la inscripción que se extiende en un friso sobre la planta baja, es la más conocida de las casas de Flamel y la única que aún existe en la actualidad. 
El historiador local Jacques Hillairet, en su Diccionario histórico de las calles de París, dató que una casa ubicada en el número 3 de la rue Volta (también en el III Distrito) era una de las más antiguas de París, construida alrededor del año 1300; sin embargo, investigaciones más recientes mostraron que dicha actual casa era en realidad de alrededor de 1650, por lo que la casa de Nicolás Flamel quedaba hasta la fecha como la construcción más antigua conocida hasta la fecha.
La fachada de la casa fue catalogada como monumento histórico el 23 de septiembre de 1911.
Un restaurante, "Auberge Nicolas Flamel", ocupa actualmente la casa.

## Descripción
La casa, como se aprecia desde el exterior observando la fachada, consta de cuatro niveles. Ha sido deformada por sucesivas reformas, en particular por la restauración llevada a cabo con motivo de la Exposición Universal, celebrada en París el año 1900, que llevó a la pérdida del gran frontón que le daba nombre y al retroceso de las ventanas.
Se ha modificado la distribución del espacio interior en la planta baja. Sin embargo, todavía quedan tres puertas que permiten restaurarlo. Las dos puertas laterales alguna vez correspondieron a tiendas, mientras que la puerta central proporcionaba acceso a los pisos por una escalera circular. Las jambas de las puertas están decoradas con tallas grabadas en marcos de asa de canasta, representando personajes sosteniendo globos de texto o sentados en jardines. La puerta central está enmarcada por cuatro ángeles que tocan un instrumento musical. Las iniciales de Nicolás Flamel aparecen en dos jambas.
Bajo la cornisa de la planta baja se encuentra la siguiente inscripción:

Nous homes et femes laboureurs demourans ou porche de ceste maison qui fu fte en lan de grace mil quatre cens et sept, somes tenus chacun en droit soy dire tous les jours une patrenostre et 1 ave maria en priant dieu que sa grace face pardon aux povres pescheurs trespassez. amen.
Nosotros, hombres y mujeres obreros que nos quedamos o [en el] pórtico de esta casa [y] que festejamos en el año de gracia mil cuatrocientos siete, cada uno de nosotros tiene derecho a decir todos los días un patrenostre y 1  ave maría[sic.] rogando a Dios que su gracia y perdón a los pobres pueda atravesar. Amén.